# Moviment tecnocràtic

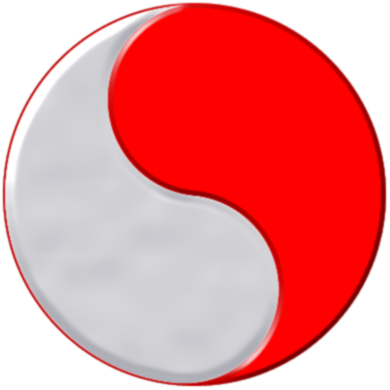
Símbol oficial de la tecnocràcia.

El moviment tecnocràtic és un moviment social originat en els Estats Units durant la dècades de 1920 i 1930 i advoca per un sistema social on el benestar humà s'optimitza mitjançant l'anàlisi científica i l'ús estès de la tecnologia.

## Tecnocràcia
Els tecnòcrates advoquen per la tecnocràcia, això és, una forma de govern en la qual els científics i altres experts prenen les decisions al servei de la humanitat. Els tecnòcrates descriuen la tecnocràcia com a 
| « | una societat sostinguda per experts tècnics que governen, els qui al seu torn sustenten les seves posicions mitjançant argumentació racional i pensament crític. | » |

## Idees i metes
El moviment tecnocràtic busca establir un sistema socioeconòmic de creixement basat en la conservació, l'abundància en oposició a sistemes econòmics basats en l'escassetat com són el capitalisme i el comunisme. La principal conclusió del moviment tecnocràtic és que l'actual sistema de preus basat en l'escassetat, és un mitjà il·lògic de distribució en un món tecnològicament avançat. La tecnocràcia considera els models econòmics, polítics i administratius com a relíquies del passat.
Els tecnòcrates afirmen que els avanços en la mecanització han causat un desplaçament massiu d'ocupació cap al sector dels serveis. Major increment en l'eficiència i la productivitat vol dir que la majoria de les tasques exercides per empleats humans poden ser eliminades o reduïdes a través d'una millor gestió, automatització, i centralització. Aquestes tendències han d'assenyalar un increment tant en les possibilitats de producció i de temps per a l'oci posat que es produeix més amb menys mà d'obra. Dins del sistema de mercat, no obstant això, un augment en la productivitat segons aquestes teoria condueix a reducció del personal perquè les companyies necessitarien menys treballadors i aquests rebrien salaris més baixos a causa de la competència. Com a conseqüència, l'estàndard de vida de molts declina. Els tecnòcrates per tant argumenten que el sistema de mercat s'enfronta a una paradoxa fonamental: A pesar que hi ha màquines disponibles per substituir mà d'obra humana, aquestes no fan la nostra vida més fàcil, per contra la fan més difícil. Encara que cada vegada sigui possible produir més a causa de la tecnologia, les disparitats en riquesa són majors i el benefici potencial de la tecnologia és menys compartit. La causa fonamental del problema, segons el moviment tecnocràtic, és que depenem molt d'un sistema basat en els diners per prendre les decisions econòmiques.
Contrari als economistes, els qui defineixen eficiència en termes d'una màxima assignació de recursos limitats amb la finalitat de proporcionar major utilitat als seus amos, els tecnòcrates defineixen eficiència en termes d'evidència empírica. Eficiència, per als tecnòcrates es mesura científicament: la taxa d'energia aplicada al treball útil sobre l'energia aplicada al sistema complet. Els tecnòcrates argumenten que existeix un abisme entre el món real de la ciència i el món de l'economia. Ells afirmen que les entrades necessàries per fer la majoria dels productes es troben en abundància, especialment aquelles que són crítiques per a la societat com a alimentació, refugi, transport, informació, etc. Els tecnòcrates afirmen que la majoria dels problemes socials, com a pobresa i gana es deuen a una economia defectuosa i a l'ús inadequat de la tecnologia. Ells freqüentment assenyalen que l'actual sistema de preus és un balafiament perquè utilitza tants recursos com siguin possibles per crear un nombre escàs de productes (productes privats rivals i excloïbles). Els tecnòcrates argumenten que l'ús de la tecnologia i els recursos ha de ser capaç de produir en abundància.
Els tecnòcrates afirmen que el sistema de preus comporta a una severa falta de poder de compra, i s'ha recolzat en tàctiques malgastadores, pedaços al sistema econòmic, i un enorme increment en les quantitats de deute, les quals van començar a augmentar exponencialment després de 1930. Aquest deute inclou deutes sobirans, hipoteques, deutes a llarg termini, deute de crèdit, i el creixent mercat de valors. Els tecnòcrates veuen el creixent deute com una amenaça a l'estabilitat del capitalisme, i afirmen que el sistema eventualment col·lapsarà, en aquest cas, esperen, haurà educat un nombre suficient de gent per fer canvis a l'estructura econòmica i crear un Tecnat.

## Comptabilitat de l'energia: una alternativa als diners
La comptabilitat de l'energia és un sistema hipotètic de distribució, que registra l'energia usada per produir i distribuir els béns i serveis consumits pels ciutadans d'un Tecnat. Les unitats d'aquest sistema de comptabilitat es denominarien certificats d'energia o simplement unitats d'energia, les quals substituirien als diners en un Tecnat, però a diferència dels diners tradicionals o les divises els certificats d'energia no poden ser estalviats o bestiars sinó distribuïts entre la població. La quantitat de poder de consum donada a cada ciutadà seria calculada en determinar la capacitat productiva total (menys el manteniment de la infraestructura) del Tecnat i dividint-la igualment. Les unitats d'energia o certificats no serien utilitzats físicament per la població a causa que el sistema seria computeritzat. En la comptabilitat d'energia, el Tecnat usaria informació sobre els recursos naturals, capacitat industrial i hàbits de compra del ciutadà per determinar quants béns i serveis consumeix la població, de tal forma que es pugui ajustar la producció amb el consum (amb sostenibilitat).
La raons donades per a la comptabilitat d'energia són assegurar l'estàndard de vida més alt possible, així com la igualtat entre els ciutadans del Tecnat, i prohibir la despesa de recursos més enllà de la capacitat productiva o ecològica del Tecnat. Els tecnòcrates assenyalen que la comptabilitat d'energia no és racionament, sinó una forma de distribuir l'abundància i mesurar la demanda. Cada ciutadà del Tecnat ha de rebre quantitats iguals de poder de consum dins del context de la sostenibilitat en els quals els tecnòcrates criden un disseny social científic.

## Els Tecnats

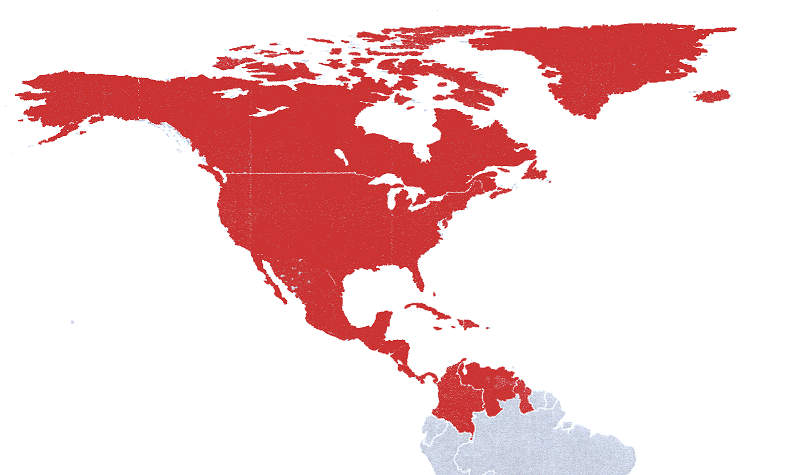
Extensió del proposat Tecnat Nord-americà.

El terme tecnat va ser encunyat pel moviment tecnocràtic per descriure la regió sobre la qual operaria una societat tecnocràtica. Tots els recursos i la indústria d'aquesta regió o territori serien usats per proporcionar una abundància de béns i serveis als ciutadans.
Segons els tecnòcrates, un Tecnat no pot simplement fundar-se com un país modern actual. Aquest té diversos requeriments que han de complir-se amb la finalitat d'operar.
- Ha de tenir suficients recursos naturals per crear abundància.
- Ha de tenir una base industrial i científica preexistent.
- Ha de tenir una quantitat suficient de personal qualificat per operar la infraestructura que proporciona l'abundància.

Segons el moviment tecnòcrata nord-americà, Amèrica del Nord és actualment l'únic territori capacitat per constituir un Tecnat. Aquest seria el Tecnat Nord-americà. Això posaria fi a l'actual sistema de preus.

### Tecnat nord-americà
El tecnat nord-americà seria dissenyat per transformar a Amèrica del Nord en una societat tecnocràtica. En el pla s'inclouria Canadà, els rics dipòsits del qual de minerals i poder hidroelèctric es complementarien amb la capacitat industrial i agrícola dels Estats Units i l'abundància energètica de Mèxic .
El tecnat nord-americà inclouria tota Amèrica del Nord, Amèrica Central, el Carib, parts de Sud-amèrica i Groenlàndia, comprenent 30 nacions modernes, així com diversos territoris dependents. Si aquest tecnat fos fundat avui, contindria aproximadament 600 milions d'habitants i la seva àrea total seria de 26 milions de km², fent-ho la nació més gran de la terra. El seu territori s'estendria des del Polo Nord fins a la línia de l'Equador i des de la línia internacional de la data fins a l'Oceà Atlàntic.

## Els Urbanats: una alternativa a les ciutats
Una vegada s'hagi establert el tecnat, els tecnòcrates proposen construir una nova forma de ciutat anomenada Urbanat. Un urbanat seria essencialment un conjunt d'edificis on els ciutadans viuen i treballen. Aquests llocs tindrien totes les instal·lacions necessàries per a la vida en comunitat com escolas, hospitalés, àrees comercials, gestió de desaprofitaments i instal·lacions de reciclatge, centres esportius i àrees públiques.
Els tecnòcrates veuen els urbanats com alguna cosa semblant als resorts, però amb un disseny acurat del medi ambient. A l'urbanat s'arribaria a través de sistemes de transport massiu.
Els urbanats estarien connectats mitjançant una xarxa de trens d'alta velocitat, xarxes de canals i transport aeri. Aquests sistemes també estarien connectats als llocs industrials per a transport de béns als consumidors i a totes les àrees vacacionals i recreacionals del tecnat.
La raó per la qual els tecnòcrates proposen la reestructuració de la vida urbana es deu al fet que les ciutats modernes s'han planejat i construït d'una manera precària, d'una forma aleatòria, la qual cosa ha portat a ineficiències i desaprofitament. Els tecnòcrates proposen que les àrees urbanes velles siguin gradualment reciclades per aprofitar els seus recursos (com acer, vidre, plàstic, etc.), els quals al seu torn s'usarien per a la construcció dels urbanats. Les estructures de valor històric es preservarien.